# Виниця (община Виниця)
Виниця (мак. Виница) — місто у Північній Македонії, адміністративний центр общини Виниця, що в Східному регіоні країни.
Громада складається з — 10 863 особи (перепис 2002): 9246 македонців, 1209 роми, 256 турки, 111 арумуни, 20 серби, 21 особа інших етносів. Місто розкинулося в низинній місцевості (середні висоти — 457 метрів), яку македонці називають Кочанською низовиною.

## Міста-побратими
- Вінниця (з 18.05.2013)[2]